# Andorra en los Juegos Paralímpicos de Pyeongchang 2018
Andorra estuvo representada en los Juegos Paralímpicos de Pyeongchang 2018 por un deportista masculino. El equipo paralímpico andorrano no obtuvo ninguna medalla en estos Juegos.